# Alfred Maudslay
Ne doit pas être confondu avec Henry Maudslay.
Alfred Percival Maudslay, né le 18 mars 1850, mort le 22 janvier 1931 est un diplomate britannique, explorateur, photographe et archéologue. Il est l'un des premiers Européens à étudier les ruines maya.

## Biographie
Il fait des études en sciences naturelles à Cambridge de 1868 à 1872. De santé fragile — il souffre de bronchite chronique — il s'engagea dans une carrière d'administrateur colonial pour échapper au climat anglais. Il exerce différentes fonctions à Trinidad, en Australie et aux Îles Fidji.
En 1880, il abandonne le service colonial et se cherche une vocation. La lecture des ouvrages de John Lloyd Stephens avait éveillé son intérêt pour les cités maya et il entreprend un voyage en Amérique centrale. Du Belize il se rend au Guatemala, et commence par visiter les ruines de Quiriguá, où il découvre sa vocation : « ...je réalisai à quel point ces monuments, sur lesquels j'étais tombé presque par hasard, étaient plus importants qu'aucun récit ne le laissait entendre. Le travail de cette journée me conduisit à m'intéresser définitivement à l'archéologie centre-américaine... » 
Après une visite de Copán, un certain Frank Sarg l'orienta vers les ruines nouvellement découvertes de Tikal. Ce premier voyage fut suivi par sept autres expéditions.
En 1882, il descend le fleuve Usumacinta et atteint les ruines de Yaxchilan, qu'il appelle « Menche ». Il y précède de peu le Français Désiré Charnay. La rencontre entre les deux hommes est demeurée célèbre. Bien que Charnay fût selon ses propres dires « déconfit » de ne pas avoir été le « découvreur » de la cité, il reconnut volontiers que Maudslay était un « gentleman », après que ce dernier lui eut déclaré : « Je ne suis qu'un simple amateur voyageant pour son plaisir et la ville vous appartient... ». Les deux hommes travaillèrent ensemble et c'est à cette occasion que Maudslay apprit de Charnay la technique du moulage en papier mâché, qu'il devait employer souvent par la suite. Il ramena en Angleterre quelques-uns des linteaux sculptés qui font la renommée de Yaxchilán.
Après 13 ans de préparation, ses découvertes sont publiées dans un ouvrage encyclopédique intitulé Biologia Centrali-Americana de Frederick DuCane Goddman et Osbert Salvin (qui est un ami de Maudslay), dont elles constituent un appendice archéologique en quatre volumes nommé Archeologia, qui contient un nombre important de photographies et dessins de qualité remarquable sur les sites explorés par Maudslay.
En 1905, il commence une traduction des mémoires de Bernal Díaz del Castillo, un conquistador espagnol qu'il termine en 1912.
Il est nommé président du Royal Anthropological Institute en 1911 et 1912.
Maudslay est mort en 1931 à Hereford (Angleterre). Ses collections sont conservées à Harvard et au British Museum.

## Notes et références

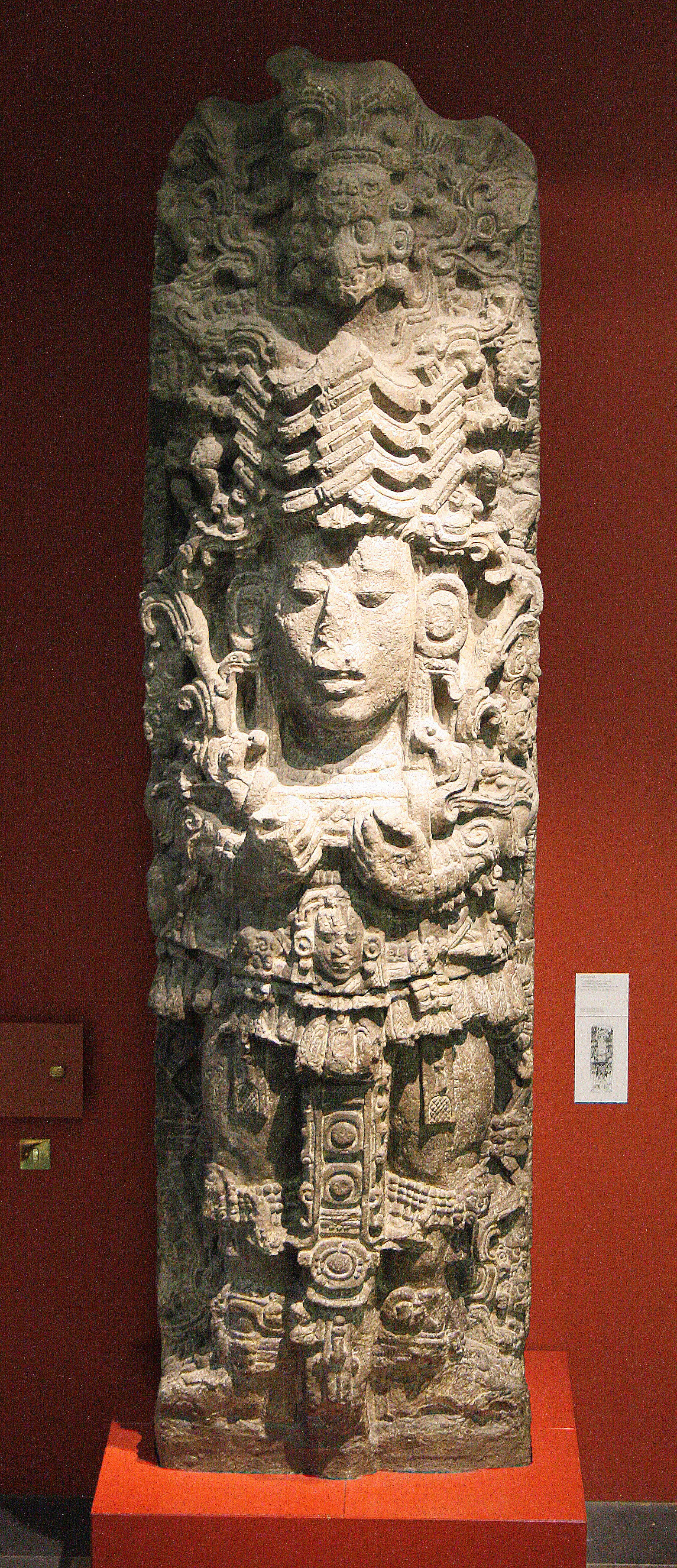
Moulage de la Stèle A de Copan exposé au British Museum